# Карі (Местійський муніципалітет)
Карі (груз. ყარი) — село в Грузії.
За даними перепису населення 2014 року в селі проживає 180 осіб.